# Bodø
Bodø je grad i središte istoimene općine i okruga Nordland u Norveškoj. 

## Zemljopis
Grad se nalazi u sjevernoj Norveškoj u regiji Nord-Norge (Sjeverna Norveška). Smješten je sjeverno od Arktičkog kruga, gdje je ponoćno sunce vidljivo od 2. lipnja do 10. srpnja. Zbog atmosferske refrakcije, u gradu nema prave polarne noći, ali zbog planina južno od Boda, sunce nije vidljivo iz grada od početka prosinca do početka siječnja. 

## Stanovništvo
Prema podacima o broju stanovnika iz 2007. godine u općini živi 46.049 stanovnika.

## Šport
- FK Bodø/Glimt, nogometni klub

## Gradovi prijatelji
- Jönköping, Švedska
- Kuopio, Finska
- Viborg, Rusija
- Svendborg, Danska

## Vanjske poveznice
- Službene stranice općine

### Ostali projekti
|  | Zajednički poslužitelj ima još gradiva o temi Bodø |